# Norra Vi socken
Norra Vi socken i Östergötland ingick i  Ydre härad, ingår sedan 1971 i Ydre kommun och motsvarar från 2016 Norra Vi distrikt.
Socknens areal är 127,27 kvadratkilometer varav 104,27 land. År 2000 fanns här 238 invånare. Kyrkbyn Norra Vi med sockenkyrkan Norra Vi kyrka ligger i socknen. 

## Administrativ historik
Norra Vi socken har medeltida ursprung under namnet (Öfvra) Wi socken som senast vid 1700-talets början fick sitt nuvarande namn.
Vid kommunreformen 1862 övergick socknens ansvar för de kyrkliga frågorna till Norra Vi församling och för de borgerliga frågorna till Norra Vi landskommun. Norra Vi landskommunen uppgick 1952 i Ydre landskommun som 1971 blev Ydre kommun. Församlingen uppgick 2009 i Norra Ydre församling.
1 januari 2016 inrättades distriktet Norra Vi, med samma omfattning som församlingen hade 1999/2000.
Socknen har tillhört samma fögderier och domsagor som Ydre härad.  De indelta soldaterna tillhörde   Första livgrenadjärregementet, Ydre kompani och Andra livgrenadjärregementet, Vifolka kompani.

## Geografi
Norra Vi socken ligger närmast sydost om Sommen. Socknen är en sjörik skogs- och bergsbygd.
I socknen finns natur- och kulturreservatet dubbelgården Smedstorp.

## Fornlämningar
Kända från socknen är en hällkista och fem mindre gravfält från järnåldern.

## Namnet
Namnet (1337 Wj) kommer från gården Wi, som ligger vid sjön Sommens sydspets. Ortnamnet ”Vi” betyder 'helig plats, kultplats'. År 1638 fick gården sitt nuvarande namn Ribbingshov.

### Fotnoter
1. 1 2  Svensk Uppslagsbok andra upplagan 1947–1955: Norra+Vi socken
2. 1 2  Harlén, Hans; Harlén Eivy (2003). Sverige från A till Ö: geografisk-historisk uppslagsbok. Stockholm: Kommentus. Libris 9337075. ISBN 91-7345-139-8
3. ↑  ”Församlingar”. Statistiska centralbyrån. https://www.scb.se/hitta-statistik/regional-statistik-och-kartor/regionala-indelningar/forsamlingar/. Läst 30 december 2022.
4. ↑  Vi&Typ=Alla&DatumFran=&DatumTill= Administrativ historik för Norra Vi socken (Klicka på församlingsposten). Källa: Nationella arkivdatabasen, Riksarkivet.
5. 1 2  Sjögren, Otto (1931). Sverige geografisk beskrivning del 2 Östergötlands, Jönköpings, Kronobergs, Kalmar och Gotlands län. Stockholm: Wahlström & Widstrand. Libris 9939
6. 1 2  Nationalencyklopedin
7. ↑  Fornlämningar, Statens historiska museum: Norra Vi socken
8. ↑  Fornminnesregistret, Riksantikvarieämbetet: Norra Vi socken Fornminnen i socknen erhålls på kartan genom att skriva in sockennamn (utan "socken") i "Ange geografiskt område"
9. ↑  Mats Wahlberg, red (2003). Svenskt ortnamnslexikon. Uppsala: Institutet för språk och folkminnen. Libris 8998039. ISBN 91-7229-020-X. https://isof.diva-portal.org/smash/get/diva2:1175717/FULLTEXT02.pdf